# توافق جبران خسارت مابین اسراییل و آلمان غربی

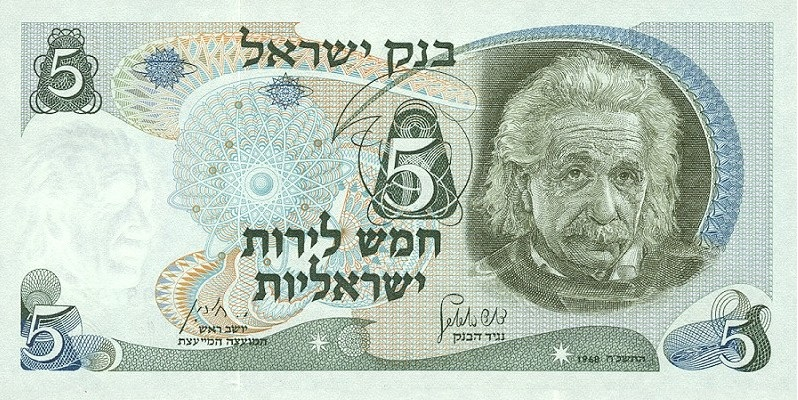
اسکناس

توافق جبران خسارت مابین اسراییل و و جمهوری فدرال آلمان (به انگلیسی: Reparations Agreement between Israel and West Germany) (آلمانی: Luxemburger Abkommen "توافق لوگزامبورگ" یا Wiedergutmachungsabkommen توافق "ویدرگوتماخونگ ", عبری: הסכם השילומים Heskem HaShillumim "جبران خسارت") در ۱۹ سپتامبر ۱۹۵۲ امضا شد و از ۲۷ مارس ۱۹۵۳ به اجرا درآمد. بنا بر این توافق قرار شد آلمان غربی به خاطر هزینه‌های «اسکان مجدد تعداد چنان زیادی از پناهندگان آواره و بینوای یهودی» پس از جنگ به اسراییل مبلغی را پرداخت کند و به فرد فرد یهودیان بر اساس کنفرانس ادعاهای یهودی علیه آلمان، به خاطر از دست رفتن معاش و مایملک در نتیجه آزار نازی‌ها نیز جبران خسارت کند.